# محمودلو (جبراییل)
محمودلو (ترکی آذربایجانی: Mahmudlu) یک منطقهٔ مسکونی در جمهوری آرتساخ است که در استان هادروت واقع شده‌است.